# Can Rossàs
Can Rossàs és una casa d'Amer (Selva) inclosa a l'Inventari del Patrimoni Arquitectònic de Catalunya.

## Descripció
Immoble de tres plantes cobert amb una teulada a dues aigües de vessants a façana. Està ubicat al costat dret de la plaça de Nostra Senyora de la Pietat.
La façana principal, que dona a la plaça, està estructurada internament en dues crugies. La planta baixa consta de dues obertures, com són per una banda, el portal d'accés adovellat d'arc de mig punt, amb unes dovelles de mida mitjana ben treballades i escairades. Mentre que per l'altra, una obertura quadrangular que actuaria com a garatge.
El primer pis consta de tres obertures, a destacar especialment les dues obertures rectangulars dels extrems projectades com a balconades i equipades amb les seves respectives baranes de ferro forjat. Pel que fa a les baranes cal afegir que des del punt de vista tècnic el treball es encertat, però no es pot dir el mateix des de l'òptica plàstica i estètica.
Pel que fa al segon pis, en ell trobem quatre finestres irrellevants, ja que no han rebut cap tractament singular a destacar.
De la façana lateral arrenca una escala que permet accedir als pisos superiors.
La pedra fa poc acte de presència a la façana, fins al punt que la trobem concentrada en dos sectors específics: les dovelles i muntants del portal d'accés, i també al terç inferior dels blocs cantoners de pedra de l'extrem dret de la façana. En els dos casos es tracta de pedra sorrenca.

## Història
La plaça de Nostra Senyora de la Pietat, en la qual trobem inscrit aquest immoble, pertany a un dels barris més importants d'Amer: el Pedreguet. Es tracta d'un barri emblemàtic que té el carrer Girona un dels seus màxims exponents, com així ho acredita el fet de ser una de les principals artèries del nucli des de l'edat mitjana, com també ser l'eix vertebrador del barri.